# Kobeřice u Brna
Kobeřice u Brna là một làng thuộc huyện Vyškov, vùng Jihomoravský, Cộng hòa Séc.